# Ото Норденшелд
Нилс Ото Густав Норденшелд (правилно Нурденшьолд) (на шведски: Nils Otto Gustaf Nordenskiöld) е шведски геолог и изследовател.

## Биография

### Младежки години (1869 – 1895)
Роден е на 6 декември 1869 година в селището Хяслеби, област Смоланд, Швеция, племенник на известния шведски учен и изследовател на Арктика Адолф Ерик Норденшелд. След като завършва Университета в Упсала през 1894 г., защитава докторска дисертация по геология и заема длъжността доцент.

### Изследователска дейност (1895 – 1903)
През 1895 – 1897 г. ръководи научна експедиция в Патагония и Огнена земя, през 1898 – в Аляска и района на Клондайк, а през 1900 – в Гренландия.
През 1901 – 1903 г. участва в качеството си на научен ръководител в експедицията на Карл Антон Ларсен в Антарктида. След спиране в Буенос Айрес корабът „Антарктик“, с участниците в експедицията на борда, през късното лято (21 февруари) на 1902 г. навлиза в зоната на дрейфуващите ледове. Тук Норденшелд с пет спътника слиза на остров Сноу Хил, като разчита да пребивава и зимува на континента до пролетта (септември – ноември) на 1902, когато се надява да успее да проникне на юг по крайбрежието. „Антарктик“ се отправя обратно на север.
През пролетта (октомври) на 1902 г. Норденшелд с двама спътника потегля на юг. Групата открива и изследва около 400 км от шелфовия ледник Ларсен (на източното крайбрежие на Антарктическия полуостров) между 64º 22` и 67º ю.ш., като открива Бряг Норденшелд (63º 50` – 64º 40` ю.ш.) и Бряг Оскар ІІ (64º 40` – 66º ю.ш.). През цялото време се провеждат редовни метеорологични, магнитни и астрономични наблюдения.
През лятото на 1902 – 1903 корабът не успява да достигне до остров Сноу Хил и да вземе намиращите се там полярници и се налага групата на Норденшелд да извърши ново зимуване, което минава благополучно като се хранят с месото на убитите от тях тюлени и пингвини. На 12 февруари 1903 г., в късното антарктическо лято „Антарктик“ прави последен опит да достигне до групата на Норденшелд, но корабът е затиснат от ледовете и потъва. Екипажът на кораба, начело с капитан Ларсен успява за 16 дни с лодки да се добере до малкия остров Паулет, където построява каменна къща и успява да презимува по начина на групата на Норденшелд.
След успешно прекараното зимуване двете групи, на Норденшелд и на Ларсен, успяват случайно да се срещнат и през декември 1903 г. са спасени от аржентински кораб и доставени в Буенос Айрес. Въпреки морската катастрофа, шведската експедиция постига сериозни научни резултати, които обаче костват на Норденшелд големи парични загуби.

### Следващи години (1904 – 1928)
От 1905 г. Норденшелд е професор по геология, география и етнография в Университета в Гьотеборг.
През 1909 провежда експедиция в Гренландия, а в периода 1920 – 1921 извършва геоложки изследвания в Перуанските и Чилийско-Аржентинските Анди.
Умира на 2 юни 1928 година в Гьотеборг на 58-годишна възраст.

## Памет
Неговото име носят:
- Бряг Норденшелд (64°30′ ю. ш. 60°30′ з. д. / 64.5° ю. ш. 60.5° з. д.) в Антарктида, на източния бряг на Антарктическия п-ов;
- връх Норденшелд на остров Западен Шпицберген, в архипелага Шпицберген;
- връх Норденшелд (54°29′ ю. ш. 36°22′ з. д. / 54.483333° ю. ш. 36.366667° з. д.) на остров Южна Джорджия;
- езеро Норденшелд (51°02′ ю. ш. 73°00′ з. д. / 51.033333° ю. ш. 73° з. д.) в Чили;
- Земя Норденшелд на остров Западен Шпицберген, в архипелага Шпицберген;
- ледник Норденшелд (76°10′ ю. ш. 162°45′ и. д. / 76.166667° ю. ш. 162.75° и. д.) в Антарктида, Земя Виктория, спускащ се в море Рос;
- ледник Норденшелд на остров Западен Шпицберген, в архипелага Шпицберген;
- ледник Норденшелд (54°22′ ю. ш. 36°22′ з. д. / 54.366667° ю. ш. 36.366667° з. д.) на северния бряг на остров Южна Джорджия.

## Трудове
- „Die schwedische Südpolar-Expedition und ihre geographische Tätigkeit“, (1911).